# Dieu (christianisme)
Cet article court présente un sujet plus développé dans : Dieu le Père, Dieu le Fils, Saint-Esprit, Trinité (christianisme) et Unitarisme (théologie).
Pour les articles homonymes, voir Dieu (homonymie).
La plupart des chrétiens — les catholiques, les orthodoxes et les protestants, — croient en un Dieu unique en trois personnes distinctes : la Trinité, définie par le symbole de Nicée.